# Patricia Tarabini
Patricia Anahi Tarabini (ur. 6 sierpnia 1968 w La Placie) – argentyńska tenisistka.

## Kariera tenisowa
Praworęczna tenisistka argentyńska w okresie swojej kariery klasyfikowana była najwyżej jako dwudziesta dziewiąta tenisistka na świecie (9 maja 1988). Status profesjonalny otrzymała dnia 24 maja 1986 roku. Znana głównie z sukcesów deblowych, wygrała piętnaście turniejów gry podwójnej oraz jeden w grze mieszanej (French Open 1996). Reprezentowała Argentynę w Fed Cup, letnich igrzyskach olimpijskich oraz igrzyskach panamerykańskich. Czterokrotnie kwalifikowała się do turnieju mistrzyń w grze podwójnej.
Największym sukcesem w karierze reprezentacyjnej jest zdobycie, wspólnie z Paolą Suárez, brązowego medalu na Letnich Igrzyskach Olimpijskich w Atenach w 2004 roku.
Jej debiut w zawodowym tenisie miał miejsce na turnieju French Open 1986. Tarabini przeszła kwalifikacje i wygrała mecz pierwszej rundy. W 1987 roku doszła do półfinału German Open. W 1988 roku odniosła wiele zwycięstw nad światową czołówką, pokonując wśród nich Manuelę Malejewą-Fragniere. W 1989 po raz pierwszy osiągnęła finały turniejów zawodowych w grze pojedynczej.

## Historia występów wielkoszlemowych
Legenda
     W, wygrany turniej
     F, przegrana w finale
     SF, przegrana w półfinale
     QF, przegrana w ćwierćfinale
     xR, przegrana w x rundzie
     A, brak startu

### Występy w grze pojedynczej
| Australian Open        | A   | A   | A  | A  | A  | A  | 2R  | 1R  | 1R | 2R  | 2R  | 0 / 5  | 3 – 5   |  |  |  |  |  |  |  |  |  |  |  |  |  |
| French Open            | A   | 2R  | 1R | 2R | 1R | 3R | A   | 1R  | 2R | 1R  | 1R  | 0 / 9  | 5 – 9   |  |  |  |  |  |  |  |  |  |  |  |  |  |
| Wimbledon              | A   | A   | 1R | A  | A  | A  | A   | 1R  | 1R | 2R  | A   | 0 / 4  | 1 – 4   |  |  |  |  |  |  |  |  |  |  |  |  |  |
| US Open                | A   | A   | 3R | A  | 3R | 1R | 1R  | A   | 1R | 1R  | A   | 0 / 6  | 4 – 6   |  |  |  |  |  |  |  |  |  |  |  |  |  |
|                        |     |     |    |    |    |    |     |     |    |     |     |        |         |  |  |  |  |  |  |  |  |  |  |  |  |  |
| Ranking na koniec roku | 305 | 108 | 65 | 37 | 60 | 55 | 116 | 126 | 60 | 104 | 324 | 0 / 24 | 13 – 24 |  |  |  |  |  |  |  |  |  |  |  |  |  |

### Występy w grze podwójnej
| Australian Open        | A | A   | A  | A   | A  | A  | 1R | 1R | 3R | 2R | 3R | 3R | QF | SF | 1R | 2R | 1R | 2R | 1R  | A  |  | A | 0 / 13 | 16 – 13 |  |  |  |
| French Open            | A | A   | 2R | 1R  | 2R | QF | A  | QF | SF | 3R | 3R | 3R | QF | QF | 3R | QF | 3R | 1R | 2R  | 3R |  | A | 0 / 17 | 34 – 17 |  |  |  |
| Wimbledon              | A | 1R  | 3R | A   | A  | A  | A  | 1R | A  | 2R | QF | 3R | 1R | 1R | 2R | 2R | 1R | 1R | 1R  | 3R |  | A | 0 / 14 | 12 – 14 |  |  |  |
| US Open                | A | A   | 2R | A   | 1R | 3R | 1R | 1R | QF | 2R | QF | 3R | QF | 1R | 3R | QF | 2R | 2R | 2R  | 1R |  | A | 0 / 17 | 23 – 17 |  |  |  |
|                        |   |     |    |     |    |    |    |    |    |    |    |    |    |    |    |    |    |    |     |    |  |   |        |         |  |  |  |
| Ranking na koniec roku | – | 152 | 92 | 108 | 41 | 42 | 40 | 43 | 24 | 44 | 25 | 30 | 17 | 14 | 18 | 34 | 33 | 35 | 109 | 56 |  | – | 0 / 61 | 85 – 61 |  |  |  |

### Występy w grze mieszanej
| Australian Open | NH | NH | A  | A | A  | A  | 1R | A  | A  | 1R | 1R | A  | 1R | 1R | 1R | 1R | A  | A  | 1R | A | 0 / 8  | 0 – 8   |  |  |  |  |  |
| French Open     | A  | 1R | QF | A | 3R | 2R | A  | 1R | A  | A  | 3R | W  | 3R | 2R | 3R | A  | A  | 1R | A  | A | 1 / 11 | 16 – 10 |  |  |  |  |  |
| Wimbledon       | A  | 1R | A  | A | A  | A  | A  | A  | 2R | 1R | 2R | 2R | 1R | 1R | A  | 1R | 1R | 1R | 1R | A | 0 / 11 | 3 – 11  |  |  |  |  |  |
| US Open         | A  | A  | A  | A | A  | 1R | A  | 1R | A  | 1R | 2R | 1R | 1R | QF | 1R | 1R | 2R | 1R | A  | A | 0 / 11 | 4 – 10  |  |  |  |  |  |
|                 |    |    |    |   |    |    |    |    |    |    |    |    |    |    |    |    |    |    |    |   |        |         |  |  |  |  |  |
|                 |    |    |    |   |    |    |    |    |    |    |    |    |    |    |    |    |    |    |    |   | 1 / 41 | 23 – 39 |  |  |  |  |  |

## Finały turniejów WTA
| Legenda                | Legenda |
| ---------------------- | ------- |
| Wielki Szlem           |         |
| Igrzyska olimpijskie   |         |
| WTA Tour Championships |         |
| 1971 – 1987            |         |
| Virginia Slims Circuit |         |
| Grand Prix Series      |         |
| Colgate Series         |         |
| 1988 – 2008            |         |
| Kategoria I            |         |
| Kategoria II           |         |
| Kategoria III          |         |
| Kategoria IV           |         |
| Kategoria V            |         |

### Gra pojedyncza 3 (0–3)
| Końcowy wynik | Nr | Data             | Turniej   | Nawierzchnia | Przeciwniczka      | Wynik finału |
| ------------- | -- | ---------------- | --------- | ------------ | ------------------ | ------------ |
| Finalistka    | 1. | 28 maja 1989     | Strasburg | Ceglana      | Jana Novotná       | 1:6, 2:6     |
| Finalistka    | 2. | 17 grudnia 1989  | Guarujá   | Twarda       | Federica Haumüller | 6:7(7), 4:6  |
| Finalistka    | 3. | 23 września 1990 | Paryż     | Ceglana      | Conchita Martínez  | 5:7, 3:6     |

### Gra mieszana 1 (1–0)
| Końcowy wynik | Nr | Data            | Turniej     | Nawierzchnia | Partner      | Przeciwnicy               | Wynik finału |
| ------------- | -- | --------------- | ----------- | ------------ | ------------ | ------------------------- | ------------ |
| Zwyciężczyni  | 1. | 19 czerwca 1996 | French Open | Ceglana      | Javier Frana | Nicole Arendt Luke Jensen | 6:2, 6:2     |

## Występy w Turnieju Mistrzyń

### W grze podwójnej
| Rok  | Rezultat    | Partnerka         | Przeciwniczki                        | Wynik       |
| 1995 | Ćwierćfinał | Conchita Martínez | Jana Novotná Arantxa Sánchez Vicario | 3:6, 0:6    |
| 1997 | Ćwierćfinał | Conchita Martínez | Nicole Arendt Manon Bollegraf        | 2:6, 6:7(1) |
| 1998 | Ćwierćfinał | Conchita Martínez | Lisa Raymond Rennae Stubbs           | 2:6, 2:6    |
| 1999 | Ćwierćfinał | Conchita Martínez | Lindsay Davenport Corina Morariu     | 0:6, 5:7    |

## Występy w igrzyskach olimpijskich

### Gra pojedyncza
| Runda                                                                          | Przeciwniczka                            | Wynik    |  |
| ------------------------------------------------------------------------------ | ---------------------------------------- | -------- |  |
|                                                                                |                                          |          |  |
| Letnie Igrzyska Olimpijskie w Barcelonie 1992, reprezentując państwo Argentyna |                                          |          |  |
| I runda                                                                        | Południowa Afryka: Mariaan de Swardt     | 6:4, 6:2 |  |
| II runda                                                                       | Stany Zjednoczone: Jennifer Capriati [3] | 4:6, 1:6 |  |

### Gra podwójna
| Runda                                                                          | Partnerka             | Przeciwniczki                                                | Wynik            |
| ------------------------------------------------------------------------------ | --------------------- | ------------------------------------------------------------ | ---------------- |
|                                                                                |                       |                                                              |                  |
| Letnie Igrzyska Olimpijskie w Barcelonie 1992, reprezentując państwo Argentyna |                       |                                                              |                  |
| I runda                                                                        | Mercedes Paz [7]      | Polska: Magdalena Feistel, Katarzyna Teodorowicz [Q]         | 6:4, 4:6, 6:3    |
| II runda                                                                       | Mercedes Paz [7]      | Chiny: Li Fang, Tang Min                                     | 6:0, 6:1         |
| Ćwierćfinał                                                                    | Mercedes Paz [7]      | WNP: Leila Meschi, Natalla Zwierawa [4]                      | 2:6, 3:6         |
|                                                                                |                       |                                                              |                  |
| Letnie Igrzyska Olimpijskie w Sydney 2000, reprezentując państwo Argentyna     |                       |                                                              |                  |
| I runda                                                                        | Gabriela Sabatini [6] | Belgia: Sabine Appelmans / Laurence Courtois                 | 7:5, 3:6, 4:6    |
|                                                                                |                       |                                                              |                  |
| Letnie Igrzyska Olimpijskie w Atenach 2004, reprezentując państwo Argentyna    |                       |                                                              |                  |
| I runda                                                                        | Paola Suárez [7]      | Hiszpania: Anabel Medina Garrigues / Arantxa Sánchez Vicario | 6:7(8), 7:5, 6:2 |
| II runda                                                                       | Paola Suárez [7]      | Japonia: Akiko Morigami / Saori Obata                        | 6:3, 6:3         |
| Ćwierćfinał                                                                    | Paola Suárez [7]      | Francja: Nathalie Dechy / Sandrine Testud                    | 6:4, 1:6, 6:4    |
| Półfinał                                                                       | Paola Suárez [7]      | Chiny: Li Ting / Sun Tiantian [8]                            | 2:6, 6:2, 7:9    |
| O trzecie miejsce                                                              | Paola Suárez [7]      | Japonia: Shinobu Asagoe / Ai Sugiyama [5]                    | 6:3, 6:3         |

## Finały juniorskich turniejów wielkoszlemowych

### Gra podwójna (1)
| Końcowy wynik | Rok  | Turniej     | Nawierzchnia | Partnerka     | Przeciwniczki                      | Wynik finału  |
| Zwyciężczyni  | 1985 | French Open | Ceglana      | Mariana Perez | Andrea Holikova Radomira Zrubakova | 6:3, 5:7, 6:4 |
| Finalistka    | 1985 | US Open     | Twarda       | Mariana Perez | Andrea Holikova Radomira Zrubakova | 4:6, 6:2, 5:7 |